# تاميمونت (آيت عثمان)
تاميمونت هو دُوَّار يقع بجماعة كروشن، إقليم خنيفرة، جهة بني ملال خنيفرة في المملكة المغربية. ينتمي الدوّار لمشيخة آيت عثمان التي تضم 8 دواوير. يقدر عدد سكانه بـ 213 نسمة حسب الإحصاء الرسمي للسكان والسكنى لسنة 2004.

## روابط خارجية
- البوابة الوطنية للجماعات الترابية نسخة محفوظة 12 مارس 2018 على موقع واي باك مشين.
- المندوبية السامية للتخطيط